# Iglesia de la Asunción de María (Puebla de Benifasar)
La iglesia parroquial de la Asunción de María, también conocida como iglesia de San Pedro, en Puebla de Benifasar es un edificio religioso católico, que se localiza en pleno núcleo urbano de este municipio de la comarca del Bajo Maestrazgo. Está catalogada como Bien de relevancia local, con la categoría de Monumento de interés local, y código: 12.03.093-006; de manera genérica y según la Disposición Adicional Quinta de la Ley 5/2007, de 9 de febrero, de la Generalitat, de modificación de la Ley 4/1998, de 11 de junio, del Patrimonio Cultural Valenciano (DOCV Núm. 5.449 / 13/02/2007).
Pertenece al arciprestazgo de Montsià-La Tinença, del obispado de Tortosa.

## Historia
En un primer momento la iglesia se erigió en honor de San Pedro, de ahí su doble denominación. Data del siglo XIII, en la época de la reconquista de estas tierras por parte de los ejércitos del rey Jaime I de Aragón.
A lo largo de su historia ha sufrido varias remodelaciones, entre las que destaca su última restauración (que permitió descubrir valiosas tablas del siglo XIII), así como la llevada a cabo en su torre campanario (subvencionada por la Dirección General del Patrimonio Artístico de la Generalidad valenciana).

## Descripción
Se trata de un edificio de planta de nave única y diversas crujías separadas por arcos diafragma, de austero interior y exterior, pese a contar connun altar mayor y una torre campanario de estilo barroco, datada esta última del siglo XVII.
La puerta de entrada al templo, que es de estilo románico, en forma de arco de medio punto, con arquivolta y dovelado, se sitúa en uno de los laterales de la planta.
Durante la restauración del templo, que ha durado más de una década, se descubrieron una pinturas sobre tabla, datadas del siglo XIII y se restauró el artesonado de madera de la cubierta interior del templo.
El campanario es de fábrica posterior al resto del templo, utilizándose para su construcción mampostería recubierta con mortero, y con refuerzos de sillar en las esquinas. También se empleó piedra labrada para las hornacinas. Dispone de vanos para una campana, la denominada “San Jacinto”, que data de 1797 y cuenta con un peso de 182 kg y un diámetro de 68 centímetros.